# Leptotes (borboleta)
Leptotes é um género de borboletas da família Lycaenidae, descrita por Scudder em 1876. É um género que se distribui pelas zonas tropicais do planeta, com várias espécies endémicas de algumas ilhas. A espécie-tipo do género, Lycaena theonus, Lucas, é considerada atualmente como sendo uma subespécie de Leptotes cassius. A maior parte das das espécies da região afro-tropical pertenciam originalmente ao género Syntarucus.
As suas espécies dividem-se em afrotropicais e neotropicais:
- Afrotropicais:
- Leptotes adamsoni, Collins & Larsen, 1991
- Leptotes babaulti, Stempffer, 1935
- Leptotes brevidentatus, Tite, 1958
- Leptotes casca, Tite, 1958
- Leptotes cassioides, Capronnier, 1889
- Leptotes jeanneli, Stempffer, 1935
- Leptotes marginalis, Stempffer, 1944
- Leptotes mayottensis, Tite, 1958
- Leptotes pirithous, Linnaeus, 1767
- Leptotes pulcher, Murray, 1874
- Leptotes rabefaner, Mabille 1877
- Leptotes socotranus, Ogilvie-Grant, 1899
- Leptotes terrenus, Joicey & Talbot, 1926

- Neotropicais:
- Leptotes andicola, Godman & Salvin, 1891
- Leptotes bathyllos, Tessmann, 1928
- Leptotes callanga, Dyar, 1913
- Leptotes cassius, Cramer, 1775
- Leptotes delalande, Bálint & Johnson, 1995
- Leptotes lamasi, Bálint & Johnson, 1995
- Leptotes marina, Reakirt, 1868
- Leptotes parrhasioides, Wallengren, 1860
- Leptotes perkinsae, Kaye, 1931
- Leptotes trigemmatus, Butler, 1881

- Distribuição geográfica incerta:
- Leptotes plinius,

## Sinonímia
O género inclui os sinónimos subjetivos júniores Syntarucus, Butler, 1901 e Syntarucoides, Kaye, 1904. Langia, foi utilizado invalidamente por Tutt em 1906, já que o género estava pré-ocupado pelo género Langia, Moore, 1872, da família dos esfingídeos. O género Raywardia descrito por Tutt em 1908 é um nome de substituição, sinónimo de Syntarucus.